# 木綿のハンカチ〜ライトウインズ物語
『木綿のハンカチ〜ライトウインズ物語』（もめんのハンカチ ライトウインズものがたり）はNHKで放送されたテレビドラマ。1997年にNHK総合テレビジョンで放送され、1998年にNHK衛星第2テレビジョン（BS2）で続編『木綿のハンカチ2〜ライトウインズ物語』が放送された。
なお、本作で描かれる「ライトウインズ」（“正義の風”・“そよ風”の意）は大阪府警察本部刑事部刑事総務課刑事特捜班の一つとして実在する。

## 木綿のハンカチ〜ライトウインズ物語
1997年1月6日 - 2月6日にNHK総合テレビジョンの「ドラマ新銀河」で放送された。放送時間は月曜日から木曜日の19:40-19:58。全20回。女性だけの刑事特捜隊ライトウインズに配属された新人刑事の活躍と成長を描く。

### あらすじ
大阪府警の警察音楽隊の一員である海子は、恋人との結婚を機に退職するつもりだったが、当人から結婚の意志がないことを告げられ、新たに刑事になる道を目指す。半年後、海子は女性が関わる事件に対応する女性だけの刑事特捜隊ライトウインズに配属される。

### キャスト
鳥居海子
演 - 緒川たまき
佐伯邦江
演 - 檀ふみ
伊達夏子
演 - 藤田美保子
相羽辰吉
演 - 丹波哲郎
マスター
古賀美智子
演 - 山下容莉枝
柿沼康
演 - 朝日完記
小野恵
演 - 小高恵美
松倉秀彦
演 - 正希光
川崎理沙
演 - 鍵本景子
花井すず
演 - 磯野貴理子
田代陽代
演 - 紅萬子
吾郎
演 - 原田おさむ
酔っぱらい
演 - 大木こだま・ひびき
辰吉の子分
演 - 杉山和史

### スタッフ
- 脚本 - 市川森一[1]
- 音楽 - 堀井勝美[1]
- 演奏 - クロスカンパニー[1]
- 制作統括 - 音成正人[1]
- 美術 - 堀内裕[1]、鯛正之輔[1]
- 技術 - 山本賢治[1]、八木悟[1]
- 音響効果 - 西村康[1]、野下泰之[1]
- 演出 - 諏訪部章夫[1]、出水有三[1]
- 制作 - NHK

### 主題歌
- デニ・ハインズ「ドリーム・ユア・ドリーム」[1]

## 木綿のハンカチ2〜ライトウインズ物語
1998年8月29日 - 10月3日にBS2で放送された。放送時間は土曜日20:00-20:45。全6回。総合テレビでも、1999年3月13日 - 3月27日、土曜日21:00-22:15に75分の再編集版が全3回で放送された。キャストを一新し、女性だけの特捜隊ライトウインズの活躍を描く。

### キャスト
- 南果歩
- 芳本美代子
- 安寿ミラ
- 中森友香
- 花紀京
- 古田新太
- 松尾貴史
- 三林京子
- 中野公美子
- 池脇千鶴
- 本田博太郎
- 大沢健

### テーマ曲
- 堀井勝美PROJECT「People in the Lightwinds」[3]

### スタッフ
- 脚本 - 市川森一[3]
- 音楽 - 堀井勝美[3]
- 制作統括 - 二瓶亙[3]
- 演出 - 尾崎充信、東山充裕[3]